# Roberto Pires
Roberto Pires (29 de septiembre de 1934 — 27 de junio de 2001) fue un cineasta brasileño.

## Biografía
Nacido en Salvador de Bahía, Brasil, fue un cineasta capaz de crear artesanalmente el equipo que usaba en sus filmes. Así, Roberto Pires inventó la lente anafórmica Igluscope (semejante a Cinemascope, que no existía en Brasil), y dirigió el primer largometraje rodado en su ciudad, Redenção  (1959). El éxito de la cinta impulsó un período importante del cine brasileño, el Ciclo de Cine de Bahía (1959-1963). Ese Ciclo, gracias a directores como Glauber Rocha, dio impulso al movimiento del Cinema Novo.
O Cego que Gritava Luz, del director João Batista de Andrade, fue prácticamente el último film en el cual Roberto Pires trabajó antes de fallecer en 2001. Dejó inacabado el proyecto de "Nasce o Sol a Dois de Julho".
Pires se había hecho famoso por retratar en el cine el accidente con una cápsula de Césio 137 ocurrido en Goiânia en 1987.
La película Tocaia no Asfalto (1962), de la que fue director y guionista, fue restaurado bajo patrocinio de Petrobras por mediación de Cinemateca Brasileira.
Roberto Pires falleció en Salvador de Bahía en 2001, a causa de un cáncer.

## Director
- Sonho, o Calcanhar de Áquiles, curtas (1955)
- Redenção (1959)
- A Grande Feira (1961)
- Tocaia no Asfalto (1962)[1]
- Crime no Sacopã (1963)
- Máscara da Traição (1969)
- Em busca do Su$exo (1970)
- Abrigo Nuclear (1981)
- Alternativa Energética, documental (1982)
- Brasília, Última Utopia (Episodio: A Volta de Chico Candango (1989)
- Césio 137 - O Pesadelo de Goiânia (1990)
- Biodigestor, documental (1991)
- Energía Solar, documental (1991)

## Productor
- Barravento (1962)
- O Homem que Comprou o Mundo (1965)
- Como Vai, Vai Bem? (1969)
- O Cego que Gritava Luz (1997)